# One Liberty Plaza
Le One Liberty Plaza, initialement U.S. Steel Building, est un gratte-ciel situé dans l'arrondissement de Manhattan, à New York. Il compte cinquante-quatre étages et mesure 226 mètres. Construit dans le quartier du World Trade Center, le One Liberty Plaza a été gravement endommagé durant les attentats du 11 septembre 2001 au point que l'on a craint une chute de l'édifice.
Le gratte-ciel possède une station de métro dans ses sous-sols et a un temps abrité les quartiers généraux de la société boursière du NASDAQ.

## Histoire

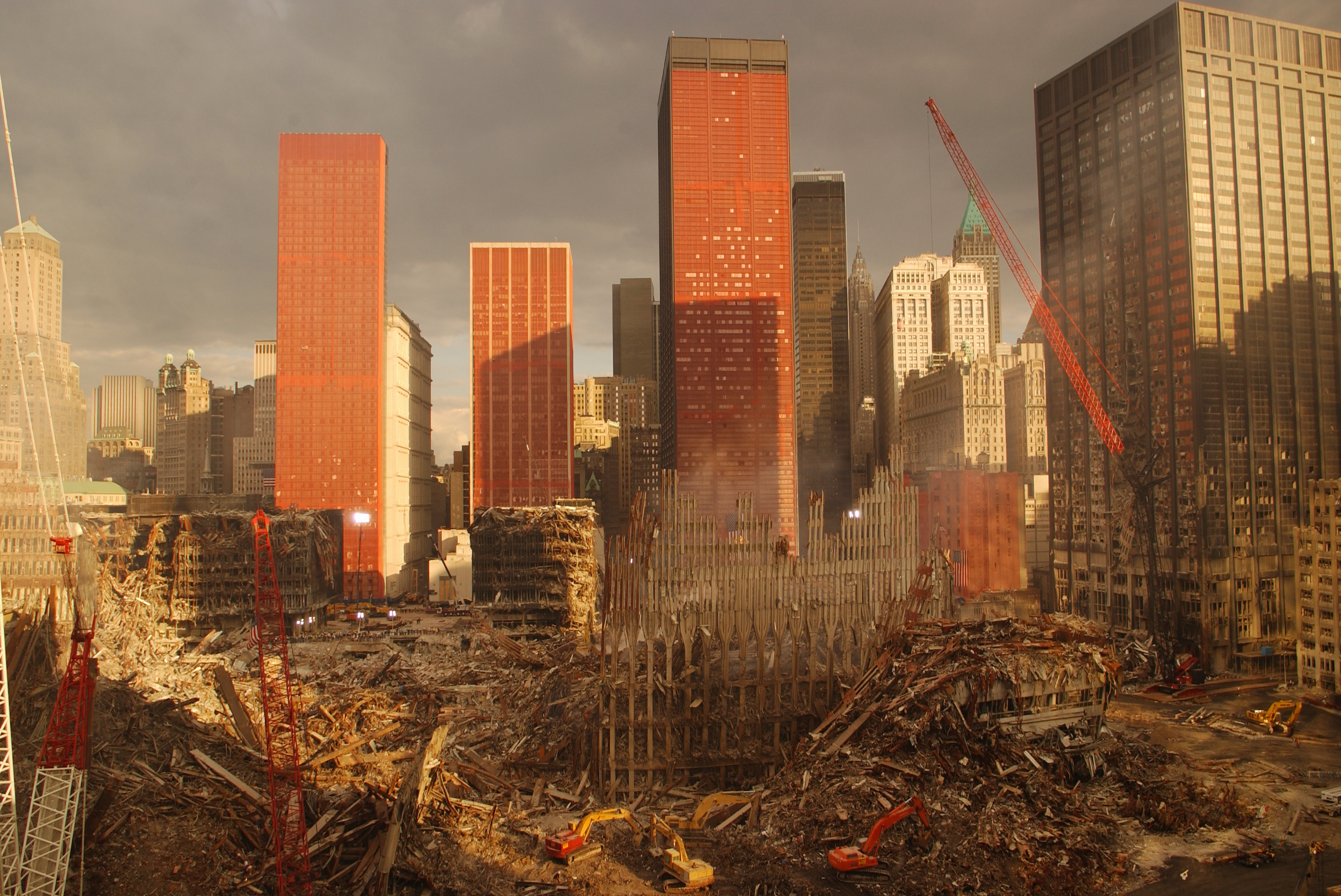
Photographie du site du World Trade Center, face au Liberty Plaza, 17 jours après les attentats du 11 septembre 2001.

Le bâtiment a été réalisé par le cabinet d'architectes Skidmore, Owings and Merrill, dans un style international. La grande majorité de l'immeuble est en acier, car le premier commanditaire était l'U.S. Steel.
La construction, qui a démarré en 1969, s'est achevée en 1972 pour une inauguration en 1973 puis une rénovation en 1989 pour y adjoindre de nouveaux systèmes d'ascenseurs. L'immeuble a en outre été construit en lieu et place du magnifique Singer Building, qui fut l'un des premiers gratte-ciel, et le plus grand immeuble new-yorkais (190 mètres) à être démoli en 1968, avant les attentats de 2001 sur le site voisin du World Trade Center.
Le rez-de-chaussée de l'immeuble a été utilisé comme morgue dans les jours suivant les attentats du 11 septembre. En 2006, il était la 188e construction la plus élevée au monde.